# Mikkeli
Mikkeli (in svedese Sankt Michel, in russo Mikhel) è una città finlandese di 51980 abitanti, situata nella regione del Savo Meridionale.

## Geografia fisica
Il territorio di Mikkeli è situato nel pieno cuore della regione dei laghi. Comprende, in tutto, circa settecento laghi.
Il municipio confina con Haukivuori a nord, Juva e Puumala ad est, Ristiina a sud, Hirvensalmi ad ovest ed infine Kangasniemi a nord ovest.

## Storia
Gli scritti antichi che menzionano la regione di Mikkeli sono quelli del Trattato di pace di Pähkinäsaari nel 1323.
Durante la Guerra d'Inverno, il generale Mannerheim vi installò il quartier generale dell'armata finlandese.
Nel 2001 la città di Mikkeli si è unita con le municipalità di Mikkeli-campagne e di Anttola.

## Luoghi d'interesse
- Cattedrale di Mikkeli, in stile neogotico, sede della diocesi di Mikkeli.

## Infrastrutture e trasporti
Dall'ottobre del 2005 non è più disponibile la linea aerea della città.
Mikkeli è tuttavia un passaggio fondamentale per raggiungere la capitale Helsinki (a tre ore e un quarto di distanza).
La strada nazionale 5 da Helsinki passa per Lahti e Heinola continuando verso Kuopio.

## Amministrazione

### Gemellaggi
La città di Mikkeli è gemellata con:
- Molde (Norvegia)
- Borås (Svezia)
- Luga (Russia)
- Vejle (Danimarca)
- Békéscsaba (Ungheria)

## Sport
Ogni anno, l'ippodromo di Mikkeli ospita una delle più importanti manifestazioni ippiche della Finlandia, il palio di San Michele.